# Landsberg X-PRESS
Landsberg X-PRESS ist ein American Football-Verein aus Landsberg am Lech in Bayern. Die Mannschaft spielt derzeit in der Regionalliga Süd, der dritthöchsten Spielklasse im deutschen Footballsystem.

## Geschichte
Der Verein wurde im Jahr 2007 von ehemaligen Spielern des Landsberg Express gegründet und ist seither Bestandteil der bayerischen American-Football-Szene. Erste sportliche Erfolge erzielte der X-PRESS 2013, als man den Aufstieg in die Regionalliga Süd verbuchen konnte.
Ein besonderes Highlight war die Saison 2011, in der die Mannschaft eine Perfect Season und den Aufstieg in die Bayernliga erreichte.

## Spielstätte
Der X-PRESS trägt seine Heimspiele im Sportzentrum in Landsberg am Lech aus. Die Anlage bietet Platz für rund 1500 Zuschauer und ist regelmäßig Austragungsort für Heimspiele sowie Jugendturniere.

## Jugend und Nachwuchsarbeit
Der Verein legt großen Wert auf die Nachwuchsförderung und ist mit mehreren Jugendmannschaften im Tackle und Flag Spielbetrieb vertreten.

## Erfolge
- Regionalliga Süd:
  - Meister: 2023
- Bayerischer Meister: 2023

## Medien und Öffentlichkeitsarbeit
Der Verein ist regelmäßig Thema in lokalen Medien wie dem Landsberger Tagblatt, Radio Lech und auf Sportportalen wie football-aktuell.de. Zudem betreibt der Verein aktive Kanäle auf Facebook, Instagram und YouTube.